# Lucio Fulci
Lucio Fulci (Roma, 17 giugno 1927 – Roma, 13 marzo 1996) è stato un regista, sceneggiatore, attore e paroliere italiano.
È stato un cineasta completo che ha lasciato un segno indelebile nel cinema di genere italiano, affrontando ogni tipo di pellicola senza pregiudizi e con la massima professionalità, spesso a fronte di budget piuttosto ristretti.
Oltre alla propria carriera cinematografica, Fulci fu attivo anche come paroliere, scrivendo classici della musica leggera quali 24.000 baci ed Il tuo bacio è come un rock (ambedue cantate da Adriano Celentano) e come autore di racconti brevi.
Inizialmente al lavoro con film comici e gialli, si dedicò alla fine degli anni settanta al genere horror, realizzando film come Zombi 2, la celebre Trilogia della morte (Paura nella città dei morti viventi, ...e tu vivrai nel terrore! - L'aldilà e Quella villa accanto al cimitero), che gli fecero guadagnare da alcuni critici cinematografici francesi e americani gli appellativi di poeta del macabro e Godfather of gore. Il giallo Non si sevizia un paperino del 1972 è considerato il suo capolavoro. Altri celebri film del regista sono i gialli Sette note in nero e Lo squartatore di New York.
I film sono stati rivalutati solo dopo molti anni dalla critica italiana, e sono considerati dei capisaldi del genere splatter. Inoltre sono stati omaggiati da registi internazionali, tra i quali Sam Raimi e Quentin Tarantino, che hanno inserito nelle loro pellicole varie citazioni dei film di Fulci.
Fulci si considerava un "terrorista dei generi", poiché dirigendo un classico film di genere (sia esso una commedia, un horror, un thriller o uno spaghetti western) vi inseriva temi e stili personali, cercando di provocare e scioccare lo spettatore:
(Lucio Fulci)

## Biografia

### Gli inizi
Lucio Fulci nacque a Roma, nel rione popolare di Trastevere, il 17 giugno 1927. La madre, Lucia, una donna siciliana, si innamorò di un cugino, ma la sua famiglia si oppose alla relazione. La donna quindi lasciò la famiglia e lo raggiunse a Roma. I due si separarono prima della nascita di Lucio. Lucio Fulci frequentò il Convitto Nazionale, quindi per tre anni si recò a Venezia, per frequentare il Collegio Navale, dove si dilettò calcisticamente nel ruolo di portiere nelle formazioni giovanili del Venezia. Tornato a Roma, si iscrisse al Liceo classico statale Giulio Cesare e iniziò a frequentare ambienti intellettuali ruotanti attorno al Partito Comunista Italiano.

Terminato il liceo, Fulci iniziò a interessarsi di arte, musica e cinema. La madre però avrebbe preferito che si iscrivesse all'università. Per accontentare la madre, Fulci si iscrisse così alla facoltà di medicina, non terminando però gli studi. Successivamente si iscrisse a Lettere e filosofia, ottenendo la laurea. Fulci iniziò a frequentare il Gruppo Arte Sociale, fondato da alcuni pittori quali Renzo Vespignani, quindi iniziò a collaborare con Il Messaggero di Roma. Successivamente iniziò a scrivere per la Gazzetta delle Arti.

Lucio Fulci in Luca il contrabbandiere

Dato che i rapporti con la madre si fecero problematici, Fulci andò a vivere insieme a Vespignani, e iniziò a fare diversi lavori, tra cui anche il presentatore negli spettacoli di un fachiro. L'ingresso nel mondo del cinema avvenne grazie a una delusione d'amore. Dopo essere stato lasciato, Fulci infatti decise di iscriversi al Centro sperimentale di cinematografia. All'esame finale del CSC, sfidò Luchino Visconti, allora presidente della commissione d'esame, facendogli notare tutte le inquadrature che egli aveva preso da Jean Renoir per realizzare Ossessione. Dopo l'attentato a Palmiro Togliatti, Fulci venne arrestato per aver manifestato davanti alla sede del PCI e condannato a tre mesi di carcere con la condizionale. Dopo questo fatto, la madre decise di far rientrare il figlio a casa.
Fulci esordì nel cinema nel 1950, dirigendo la seconda unità di Gli ultimi giorni di Pompei, diretto da Marcel L'Herbier e Paolo Moffa, quindi realizzò tre documentari per la Settimana Incom: Una lezione di sistema con Fulvio Bernardini, Il sogno di Icaro e Pittura italiana del dopoguerra. Mauro Bolognini lo presentò a Steno, che, dopo averne discusso con Totò, lo prese in qualità di aiuto regista. Con Steno e Totò, Fulci iniziò una duratura collaborazione che lo portò a scrivere una quindicina di sceneggiature, tra le quali quelle di Totò a colori, Totò all'inferno e Totò nella luna. Ma Fulci scrisse anche le sceneggiature di film divenuti dei classici della commedia all'italiana, come Un giorno in pretura, in cui inventò il personaggio di Nando Mericoni, riproposto poi in Un americano a Roma, dove egli ha un ruolo minore, di un amico di artisti americani residenti a Roma. Mentre ascolta il giradischi Alberto Sordi gli dice: "Ammazza, ma che sei un porcospino?".

### Le commedie, i musicarelli e il filone sexy
L'esordio nella regia avvenne nel 1959, con I ladri, una commedia interpretata da Totò, che volle Fulci alla regia e per ottenere questo accettò di interpretare una piccola parte nel film. Poco dopo, però, i rapporti tra i due si ruppero a causa di una donna. Fulci dichiarò successivamente che accettò la regia de I ladri perché si trovava in gravi difficoltà economiche, e che avrebbe preferito continuare a fare lo sceneggiatore. Inoltre dichiarò: «Io mi ritengo un errore di Totò. Io ero tanto felice come sceneggiatore e mi toccò esordire alla regia». Fulci quindi diresse il suo primo musicarello, I ragazzi del juke-box, interpretato da Adriano Celentano, Mario Carotenuto, Tony Dallara e Fred Buscaglione, che lanciò Celentano come attore. Nel 1960 Fulci diresse un altro musicarello, Urlatori alla sbarra, interpretato nuovamente da Carotenuto e Celentano e da altri nomi noti della canzone italiana quali Gianni Meccia, Joe Sentieri e Mina, che lanciò la canzone, scritta dallo stesso Fulci, 24.000 baci, poi portata al successo da Celentano.
Negli anni sessanta, Fulci conobbe, in un Festival dell'avanspettacolo, Franco Franchi e Ciccio Ingrassia e, pur non essendo il primo a scoprirli, lanciò definitivamente il loro duo, Franco e Ciccio, disponendo che Ciccio doveva essere il serio e il colto, mentre Franco doveva essere la spalla e lo stupido. Fulci in pochi anni diventò il regista preferito dal duo, dirigendo per la coppia una dozzina di film. Il primo fu I due della legione. Fulci diresse per il duo alcune parodie di grande successo, come 00-2 agenti segretissimi, I due parà e I due pericoli pubblici, fino a Il lungo, il corto, il gatto, che fu l'ultimo film del duo diretto da Fulci.
Nella fase delle commedie, Fulci diresse anche altri celebri attori della commedia all'italiana, come Raimondo Vianello, Sandra Mondaini, Vittorio Caprioli, Walter Chiari, Enrico Maria Salerno e Franca Valeri.
Fulci tornò alla commedia nel 1972, dirigendo Nonostante le apparenze... e purché la nazione non lo sappia... All'onorevole piacciono le donne, interpretato da Lando Buzzanca e Laura Antonelli, che venne ostacolato dalla censura e dalla Democrazia Cristiana, poiché il protagonista, interpretato da Buzzanca, alludeva esplicitamente alla figura dell'allora presidente del Consiglio Emilio Colombo.
Nel 1975 diresse una parodia horror, Il cav. Costante Nicosia demoniaco ovvero: Dracula in Brianza, nuovamente interpretato da Lando Buzzanca,  stavolta affiancato da Sylva Koscina ed Ilona Staller, e scritto da Pupi Avati e Bruno Corbucci.
Nel 1976 diresse un cult della commedia sexy italiana: La pretora, con Edwige Fenech.

### Gli spaghetti western
Nel 1966 Fulci decise di cambiare genere, in quanto non voleva essere ricordato solamente come "il regista di Franco e Ciccio", e diresse quindi il suo primo spaghetti western, Le colt cantarono la morte e fu... tempo di massacro. Interpretato da Franco Nero, Nino Castelnuovo e George Hilton e scritto da Fernando Di Leo, è considerato uno dei western italiani più violenti di sempre. Il regista definì il film "artaudiano", riferendosi al celebre teatro della crudeltà teorizzato dal commediografo francese Antonin Artaud. Inoltre questo film è fondamentale nella carriera di Fulci, poiché segna il suo primo incontro con la violenza e la crudeltà.
Fulci tornò al western nel 1973, dirigendo Zanna Bianca e il sequel Il ritorno di Zanna Bianca (1974), due film tratti dal romanzo di Jack London e interpretati da Franco Nero e Virna Lisi che invece non avevano scene violente ed erano rivolti a tutta la famiglia; entrambi i film riscossero un ottimo successo tra il pubblico. Nel 1975 diresse I quattro dell'apocalisse, spaghetti western tardo e crepuscolare, considerato ancora più violento e feroce di Le colt cantarono la morte e fu... tempo di massacro. Interpretato da Tomas Milian e Fabio Testi, il film presenta infatti scene splatter, come uno sceriffo scuoiato vivo, stupri e persino una scena di cannibalismo. Per questi motivi il film fu uno dei pochi spaghetti-western ad essere vietato ai minori di 18 anni. Nel 1978 diresse Sella d'argento, interpretato da Giuliano Gemma, un western classico senza scene estreme di violenza, dedicato alle famiglie proprio come i due film di Zanna Bianca.

### I gialli
Nel 1969 Fulci cambiò ancora una volta genere, dirigendo il suo primo giallo, Una sull'altra, interpretato da Marisa Mell, Elsa Martinelli e Jean Sorel. Ispirato a La donna che visse due volte di Alfred Hitchcock, è un giallo classico, senza scene violente ma con scene erotiche molto spinte per l'epoca.
Sempre nel 1969, Fulci diresse Beatrice Cenci, interpretato da Tomas Milian, Adrienne La Russa ed Antonio Casagrande, dramma storico ispirato alla vera vicenda della nobildonna romana giustiziata nel 1599, che evidenzia i momenti violenti ed erotici della vicenda. Considerato uno dei migliori film del regista, è anche il suo film "maledetto", poiché quell'anno sua moglie si suicidò – per una diagnosi errata di un tumore – e l'anno seguente morì anche sua madre.

Un fotogramma dalla scena dell'omicidio della Maciara (Florinda Bolkan) in Non si sevizia un paperino.

Nel 1971 diresse Una lucertola con la pelle di donna, suo primo giallo estremamente violento, erotico e onirico, interpretato da Florinda Bolkan e da Jean Sorel. Nel 1972 fu la volta di Non si sevizia un paperino, interpretato da Florinda Bolkan, Tomas Milian e Barbara Bouchet, sconvolgente e morboso giallo da molti considerato il capolavoro del regista e il suo film più inquietante. Nel 1977 girò Sette note in nero, molto più misurato nella violenza rispetto agli altri gialli del regista ma ancor più accentuato negli aspetti onirici e psicologici, viene considerato insieme a Non si sevizia un paperino e alla trilogia della morte il capolavoro del regista, perfetto e raffinato sotto il punto di vista tecnico e con una grande storia, forse la più articolata per un film di Fulci, questo thriller viene molto spesso studiato nelle scuole di cinema per la sua capacità di mantenere la massima suspense fino alla fine del film grazie a continui e inaspettati colpi di scena.
Fulci approdò al giallo italiano, genere allora molto in voga grazie al successo dei film diretti da Dario Argento, e lo propose in una chiave cupa e onirica, distinguendosi subito dagli altri registi del genere per lo stile personale e una violenza a tratti estrema.

### I fantasy e i post-atomici
Fulci si cimentò anche nei genere fantasy e post-atomico, dirigendo I guerrieri dell'anno 2072, ispirato a 1997: Fuga da New York, e Conquest, ispirato a Conan il barbaro. Entrambi i film presentano scene horror.

### Gli horror
La svolta definitiva per il regista arrivò nel 1979, quando fu chiamato a dirigere al posto di Joe D'Amato ed Enzo G. Castellari Zombi 2, che nelle intenzioni dei produttori doveva essere una copia di Zombi di George A. Romero, e invece diventò un film molto personale, che lanciò Fulci come maestro dello splatter. La scena nella quale a Olga Karlatos viene perforato un occhio con un pezzo di legno è entrata negli annali del cinema horror, per la sua violenza estrema e sconvolgente.

Una scena di Paura nella città dei morti viventi, poi citata da Quentin Tarantino in Kill Bill vol.1

Da quel momento in poi il regista diresse in gran parte film horror, come Paura nella città dei morti viventi, ...e tu vivrai nel terrore! - L'aldilà e Quella villa accanto al cimitero, che riscossero un certo successo di pubblico e posero Fulci come principale rivale di Dario Argento. Con questi film Fulci si guadagnò la nomea di "terrorista dei generi e poeta del macabro". Anche nell'horror Fulci scardinò le regole e mostrò immagini splatter mai viste prima di allora nei cinema italiani, prediligendo trame a tratti surreali, senza alcuna spiegazione logica, visualizzate tramite sequenze scioccanti ed estremamente violente.
La riuscita di questi film è dovuta anche ai collaboratori abituali del regista, come Dardano Sacchetti alla sceneggiatura, Sergio Salvati alla fotografia, Vincenzo Tomassi al montaggio, Giannetto De Rossi al trucco e agli effetti speciali, Massimo Lentini alla scenografia e ad un produttore che lasciava Fulci molto libero, come Fabrizio De Angelis. Questo periodo iniziale di horror, che va dal 1979 al 1982, è conosciuto anche come il periodo degli "horror della Fulvia", dal nome della casa di produzione, ed è costituito da Zombi 2, Paura nella città dei morti viventi, ...e tu vivrai nel terrore! - L'aldilà, Quella villa accanto al cimitero, Black Cat (Gatto nero), Lo squartatore di New York e Manhattan Baby.
Nel 1980 Fulci si concesse una divagazione dal cinema del terrore con Luca il contrabbandiere, noir-poliziottesco molto violento, interpretato da Fabio Testi, che presenta comunque delle scene degne dei suoi horror più cruenti: colpi di pistola che sfondano il volto, una donna torturata con la fiamma ossidrica, coltellate che squarciano il petto.

### La malattia e gli ultimi lavori

La scena finale del film ...e tu vivrai nel terrore! - L'aldilà

Nel 1984, dopo aver diretto il giallo Murderock - Uccide a passo di danza, che riscosse più successo all'estero che in Italia, un'improvvisa malattia costrinse Fulci a rimanere lontano dai set. Il suo ritorno, dopo due anni, fu segnato da molti passi falsi, rappresentati da pellicole a basso budget girate spesso in condizioni proibitive, che mostravano a malapena il suo stile inconfondibile. Nel 1986 tornò dietro la macchina da presa, dirigendo Il miele del diavolo, un dramma morboso ed erotico, seguito un anno dopo dal modesto horror Aenigma. Particolarmente travagliata si rivelò la lavorazione di Zombi 3: Fulci aveva in mente una versione in 3D (da intitolarsi Zombi 3D) ma il progetto fu abbandonato per gli alti costi della pellicola ed egli stesso fu costretto ad abbandonare il set a metà delle riprese per il perdurare della sua malattia. Il film fu quindi completato da Bruno Mattei e Claudio Fragasso, ma non ottenne successo.
A causa dell'avvento in Italia delle TV commerciali a diffusione nazionale, che in quel periodo stavano segnando la fine del cinema di genere italiano, Fulci si ritrovò ben presto con budget sempre più scarsi e attori non all'altezza, avviato a chiudere in maniera poco gloriosa la sua lunga carriera. Tra i film del suo ultimo periodo, spicca l'ironico e sanguinario Un gatto nel cervello del 1990, in cui Fulci interpreta se stesso in preda ad incubi terribili causati dai suoi stessi film, che ottenne un grande successo ed è venerato dai fans come un piccolo oggetto di culto. La casa nel tempo invece fu girato per la televisione, ma non fu mai trasmesso a causa delle sue immagini violente. In questo periodo furono girate da lui alcune parti di Il fantasma di Sodoma e Demonia. Il suo ultimo film sarà Le porte del silenzio del 1991, interpretato da John Savage e prodotto da Joe D'Amato, che rappresenta un commiato senza una goccia di sangue, ma mette in scena una sorta di meditazione sulla morte che diventa il testamento del regista.

### La morte
Muore nella sua abitazione a Roma, il 13 marzo 1996 all'età di 68 anni per complicanze del diabete, mentre stava preparando le riprese del film M.D.C. - Maschera di cera, che avrebbe dovuto segnare il suo ritorno sul grande schermo, grazie ad una produzione di Dario Argento. Il film fu poi diretto da Sergio Stivaletti, seguendo la sceneggiatura scritta dal regista, e dedicato alla sua memoria.
Inizialmente fu tumulato presso il cimitero Flaminio e successivamente, cremato, trasferito presso il cimitero Laurentino di Roma; l'epitaffio del loculo ossario recita la frase I did it my way.

## Lucio Fulci presenta
Nel 1988 i produttori Luigi Nannerini e Antonino Lucidi, della Alpha Cinematografica, commissionarono a Fulci la supervisione di una serie composta da otto film horror, destinati alla televisione. Fulci ne diresse due, Quando Alice ruppe lo specchio e Il fantasma di Sodoma. Ma a causa dell'elevato tasso splatter i film furono trasmessi solo nel 1991 da syndication televisive ed emittenti locali, per poi uscire direttamente in videocassetta, l'anno seguente. Fulci inserì alcune scene tratte da tutti i film del ciclo, ad eccezione de Le porte dell'inferno e Luna di sangue, in Un gatto nel cervello, opportunamente rimontati e ridoppiati. La lista dei film del ciclo Lucio Fulci presenta è la seguente:
- Non aver paura della zia Marta (1988) di Mario Bianchi
- Quando Alice ruppe lo specchio (1988) di Lucio Fulci
- Il fantasma di Sodoma (1988) di Lucio Fulci
- Luna di sangue (1988) di Enzo Milioni
- Massacre (1989) di Andrea Bianchi
- Le porte dell'inferno (1989) di Umberto Lenzi
- Bloody Psycho (1989) di Leandro Lucchetti
- Hansel e Gretel (1990) di Giovanni Simonelli

## Progetti incompiuti
Negli anni ottanta Fulci doveva girare alcuni film, che non furono portati a termine. Tra i progetti vi erano Nero Romano, un thriller ambientato ai tempi dell'Impero Romano, Blastfighter, western post-atomico poi diretto da Lamberto Bava, Evil Comes Back, una versione horror de Il postino suona sempre due volte, L'aldilà parte seconda, Zanna Bianca a New York, Un gatto nel cervello 2, e La Mummia. In una puntata del programma televisivo Ciao Gente, dove era ospite assieme all'attore Maurizio Merli, aveva rivelato il progetto di una trilogia della musica comprendente Murderock e due film mai realizzati intitolati Killer samba e Thrilling blues.

## Altre opere
Fulci ha realizzato anche opere per la televisione italiana: negli anni sessanta e settanta diresse tre caroselli, mentre nel 1978 diresse il varietà Buonasera con... Franco Franchi e nel 1980 lo sceneggiato Un uomo da ridere.
Fulci ha al suo attivo anche due raccolte di racconti: Le lune nere è stato pubblicato dalla casa editrice Granata Press di Luigi Bernardi nel 1992 e contiene nove racconti, tra cui quelli intitolati Voci dal profondo e Porte dal nulla, dai quali sono stati tratti i film Voci dal profondo e Le porte del silenzio. Il secondo libro è Miei mostri adorati, del 1995, edito da Pendragon, contenente sette racconti e vari scritti sul cinema.

## Estetica e stile

Un classico di Lucio Fulci: il primo piano sugli occhi. Qui dal film Sette note in nero

Fulci amava trattare temi provocatori, come dimostrano le molte vicissitudini con la censura, e sceglieva finali aperti, circolari o cinici. Inoltre i suoi film dimostrano un'ironia e un sarcasmo a volte macabri. Temi ricorrenti nel suo cinema sono il dubbio, il peccato, il tempo, la morte e la crudeltà.
Lucio Fulci è stato uno dei primi registi italiani a portare nell'horror scene splatter ed estreme, e a visualizzare con estremo realismo la morte. La scena più ricorrente nei film di Fulci è quella nella quale a un personaggio viene perforato un occhio. Il regista ha dichiarato in proposito: «L'occhio frustrato, traviato, distrutto, per me significa anche perdita della ragione. L'occhio è un preciso riferimento surrealista e dadaista».
Per quanto riguarda il versante tecnico, la peculiarità principale del regista sono i particolari sugli occhi degli attori, per evidenziare emozioni quali la paura e lo sconcerto. Molto spesso ricorreva a movimenti di macchina complessi e lunghi piani sequenza.
Nel suo cinema horror, Fulci mostrava le scene violente e splatter senza stacchi di montaggio, mostrando tutto sino in fondo come in un film pornografico. Una prova di questo è la famosa "scena dell'occhio" presente in Zombi 2, in cui il regista romano mostra, senza stacchi di montaggio e con profusione di dettagli, l'occhio di una donna trafitto da una scheggia di legno, stimolando secondo i critici il sadismo e il voyeurismo dello spettatore.

## Critica
I rapporti tra Fulci e la critica cinematografica furono difficili. Fulci infatti veniva considerato prevalentemente un regista di B-movie, mentre i suoi horror venivano liquidati come prodotti di "bassa macelleria". A conferma della prevenzione della critica di allora nei suoi confronti, Fulci raccontava spesso che anche il suo film più "d'autore", Beatrice Cenci, fu maltrattato come altri suoi film. Un amico del regista chiamò infatti un critico del giornale Paese Sera, dicendogli che finalmente i critici avrebbero dato tre stellette a un film di Fulci. Il critico però gli rispose negativamente, dicendo che non si potevano mai dare tre stellette a un film di Fulci.
Solo in tempi recenti, il lavoro del regista è stato rivalutato, grazie ai numerosi saggi e a riviste di genere quali Nocturno, Amarcord e Cine '70, che hanno divulgato la sua opera e trattato i suoi film come opere d'autore. Diverso invece fu il rapporto con i critici esteri, soprattutto francesi, che videro subito in Fulci un autore estremo e personale.
(Lucio Fulci)

## Omaggi
(Clive Barker)
Le opere di Fulci sono state spesso omaggiate nel cinema, nella musica e nei fumetti:
- Il gruppo musicale italiano death metal Fulci è nominato in suo onore, e i testi delle loro canzoni sono ispirate ai film del regista[36]
- Sam Raimi omaggia L'aldilà (1981) di Lucio Fulci nel suo film Spider-Man: durante la trasformazione di Peter Parker un fotogramma sul viso di Tobey Maguire mostra la tarantola che uccide Michele Mirabella nel film diretto da Fulci[37]
- In più di un'occasione Quentin Tarantino ha citato film di Lucio Fulci. In Kill Bill: Volume 1, la scena del risveglio di Uma Thurman dal coma è accompagnata dalla musica di Sette note in nero, mentre in Kill Bill: Volume 2 la scena della sua sepoltura prematura ricalca quella di Paura nella città dei morti viventi, film che viene citato anche nella scena in cui Gogo Yubari piange lacrime di sangue, nel volume 1. Inoltre, sempre in Kill Bill, sono presenti riferimenti a Zombi 2: quando la sposa cava un occhio a uno degli 88 folli e a Elle Driver. Nell'episodio Sepolto vivo, doppio episodio di CSI: Scena del crimine diretto da Tarantino nel 2005, un personaggio indossa una maglietta con la scritta Lucio Fulci godfather of gore (Lucio Fulci padrino dello splatter)
- L'implacabile, film del 1987, tratto da un romanzo di Stephen King, ricalca la trama de I guerrieri dell'anno 2072, diretto da Fulci nel 1984
- Lucio Fulci è citato anche nella serie del fumetto horror Dampyr. Il regista infatti vi appare come Louis Fuller, nell'albo Lo schermo demoniaco, un titolo evocativo: non è un caso che lo sceneggiatore di questo fumetto sia Maurizio Colombo, autore insieme allo sceneggiatore e scrittore Antonio Tentori de Lo schermo insanguinato, primo libro di saggistica dedicato all'horror italiano e che trattò diffusamente del cinema di Fulci[38]
- In Black Death n. 4, serie a fumetti horror ideata da Andrea Gallo Lassere, all’interno di una coven di streghe, compare un quadro ispirato a quello del film ...e tu vivrai nel terrore! - L'aldilà
- Ispirato al film ...e tu vivrai nel terrore! - L'aldilà è il fumetto statunitense The Beyond, mentre The Gates of Hell è ispirato a Paura nella città dei morti viventi. Inoltre un albo di Dylan Dog ha per titolo Voci dal profondo, come il film diretto da Fulci nel 1991
- L'idea presente in Un gatto nel cervello, vale a dire Fulci che interpreta se stesso (un regista preda di incubi), è stata riproposta da Wes Craven nel suo Nightmare - Nuovo incubo, diretto nel 1994
- Il gruppo svedese Europe ha dedicato al regista italiano la canzone Seven Doors Hotel, omaggio all'hotel Sette Porte del film ...e tu vivrai nel terrore! - L'aldilà
- Il film La casa del peccato mortale, diretto da Pete Walker nel 1975, riprende l'idea presente nel finale di Non si sevizia un paperino
- Il titolo del film Un gatto nel cervello ha ispirato la canzone Ho un gatto nel cervello, scritta dal cantautore indie-sperimentale Trivo e contenuta nel suo album Emoterapia[39]
- Nel videogioco splatter Lollipop Chainsaw, uno dei livelli si svolge in una sala giochi chiamata Fulci Fun Center, omaggio al regista
- Il nome del protagonista dell'anime Sankarea, Chihiro Furuya, è ispirato al regista
- Nel film L'alba dei morti dementi diretto da Edgar Wright, quando il protagonista trova sull'elenco telefonico un ristorante si nota che quest'ultimo è intitolato Fulci's Restaurant

## Filmografia

### Regista

#### Cinema
- I ladri (1959)
- I ragazzi del Juke-Box (1959)
- Urlatori alla sbarra (1960)
- Colpo gobbo all'italiana (1962)
- I due della legione (1962)
- Le massaggiatrici (1962)
- Uno strano tipo (1963)
- Gli imbroglioni (1963)
- I maniaci (1964)
- I due evasi di Sing Sing (1964)
- 00-2 agenti segretissimi (1964)
- I due pericoli pubblici (1964)
- Come inguaiammo l'esercito (1965)
- 00-2 Operazione Luna (1965)
- I due parà (1965)

Una scena da Murderock - Uccide a passo di danza

- Come svaligiammo la Banca d'Italia (1966)
- Le colt cantarono la morte e fu... tempo di massacro (1966)
- Come rubammo la bomba atomica (1967)
- Il lungo, il corto, il gatto (1967)
- Operazione San Pietro (1967)
- Una sull'altra (1969)
- Beatrice Cenci (1969)
- Una lucertola con la pelle di donna (1971)
- Nonostante le apparenze... e purché la nazione non lo sappia... All'onorevole piacciono le donne (1972)
- Non si sevizia un paperino (1972)
- Zanna Bianca (1973)
- Il ritorno di Zanna Bianca (1974)
- I quattro dell'apocalisse (1975)
- Il cav. Costante Nicosia demoniaco ovvero: Dracula in Brianza (1975)
- La pretora (1976)
- Sette note in nero (1977)
- Sella d'argento (1978)
- Zombi 2 (1979)
- Luca il contrabbandiere (1980)
- Paura nella città dei morti viventi (1980)
- Black Cat (Gatto nero) (1981)
- ...e tu vivrai nel terrore! - L'aldilà (1981)
- Quella villa accanto al cimitero (1981)
- Lo squartatore di New York (1982)
- Manhattan Baby (1982)
- Conquest (1983)
- I guerrieri dell'anno 2072 (1984)
- Murderock - Uccide a passo di danza (1984)
- Il miele del diavolo (1986)
- Aenigma (1987)
- Zombi 3 (1988) – terminato da Bruno Mattei e Claudio Fragasso
- Demonia (1990)
- Un gatto nel cervello (1990)
- Voci dal profondo (1991)
- Le porte del silenzio (1991)

#### Televisione
- Buonasera con... Franco Franchi – varietà (1978)
- Un uomo da ridere – miniserie TV (1980)
- Il fantasma di Sodoma – film TV, terminato da Mario Bianchi (1988)
- Quando Alice ruppe lo specchio – film TV (1988)
- La dolce casa degli orrori – film TV (1989)
- La casa nel tempo – film TV (1989)

#### Documentari
- Pittori italiani del dopoguerra (1948)
- Il sogno di Icaro (1948)
- Una lezione di sistema con Fulvio Bernardini (1948)
- Pittori di provincia (I macchiaioli) (1953)
- Tecnica della regata (1978)

### Sceneggiatore
- L'uomo, la bestia e la virtù di Steno (1953)
- Ci troviamo in galleria di Mauro Bolognini (1953)
- Totò all'inferno di Camillo Mastrocinque (1954)
- Un giorno in pretura di Steno (1954)
- Un americano a Roma di Steno (1954)
- La ragazza di Via Veneto di Marino Girolami (1955)
- Piccola posta di Steno (1955)
- Io sono la primula rossa di Giorgio Simonelli (1955)
- Le avventure di Giacomo Casanova di Steno (1955)
- Guardia, ladro e cameriera di Steno (1958)
- Totò nella luna di Steno (1958)
- I ladri (1959)
- I ragazzi del Juke-Box (1959)
- Letto a tre piazze di Steno (1960)
- Urlatori alla sbarra (1960)
- Totò, Peppino e... la dolce vita di Sergio Corbucci (1961)
- I due della legione (1962)
- Uno strano tipo (1963)
- Gli imbroglioni (1963)
- I maniaci (1964)
- I due evasi di Sing Sing (1964)
- 00-2 agenti segretissimi (1964)
- I due pericoli pubblici (1964)
- I due parà (1965)
- Come svaligiammo la Banca d'Italia (1966)
- ...E divenne il più spietato bandito del sud di Julio Buchs (1967)
- Operazione San Pietro (1967)
- I due crociati di Giuseppe Orlandini (1968)
- A doppia faccia di Riccardo Freda (1969)
- Una sull'altra (1969)
- Beatrice Cenci (1969)
- Una lucertola con la pelle di donna (1971)
- Nonostante le apparenze... e purché la nazione non lo sappia... All'onorevole piacciono le donne (1972)
- Non si sevizia un paperino (1972)
- Ettore lo fusto di Enzo G. Castellari (1974)
- Il ritorno di Zanna Bianca (1974)
- Sette note in nero (1977)
- Luca il contrabbandiere (1980)
- Paura nella città dei morti viventi (1980)
- Un uomo da ridere – miniserie TV (1980)
- Black Cat (Gatto nero) (1981)
- ...e tu vivrai nel terrore! - L'aldilà (1981)
- Quella villa accanto al cimitero (1981)
- Lo squartatore di New York (1982)
- I guerrieri dell'anno 2072 (1984)
- Murderock - Uccide a passo di danza (1984)
- La gabbia di Giuseppe Patroni Griffi (1985)
- Il miele del diavolo (1986)
- Aenigma (1987)
- Quando Alice ruppe lo specchio (1988)
- Il fantasma di Sodoma (1988)
- Night Club di Sergio Corbucci (1989)
- La dolce casa degli orrori – film TV (1989)
- La casa nel tempo – film TV (1989)
- Un gatto nel cervello (1990)
- Demonia (1990)
- Voci dal profondo (1991)
- Le porte del silenzio (1991)
- M.D.C. - Maschera di cera di Sergio Stivaletti (1997) - postumo

### Attore
- Totò a colori di Steno (1952) - non accreditato
- Un americano a Roma di Steno (1954) - non accreditato
- Piccola posta di Steno (1955) - non accreditato
- Sanremo - La grande sfida di Piero Vivarelli (1960)
- Due rrringos nel Texas di Marino Girolami (1967)
- Una sull'altra (1969)
- Zombi 2 (1979)
- Luca il contrabbandiere (1980)
- Paura nella città dei morti viventi (1980)
- Black Cat (Gatto nero) (1981)
- ...e tu vivrai nel terrore! - L'aldilà (1981)
- Quella villa accanto al cimitero (1981)
- Lo squartatore di New York (1982)
- Manhattan Baby (1982)
- Murderock - Uccide a passo di danza (1984)
- Il miele del diavolo (1986)
- Aenigma (1987)
- Demonia (1990)
- Un gatto nel cervello (1990)
- Voci dal profondo (1991)
- Sick-o-pathics di Massimo Lavagnini e Brigida Costa (1995)
- Come inguaiammo il cinema italiano - La vera storia di Franco e Ciccio di Ciprì e Maresco (2004)

### Collaborazioni
- Susanna tutta panna, regia di Steno, aiuto regista (1957)
- The Curse, regia di David Keith, produttore associato e responsabile effetti speciali (1987)
- I frati rossi, regia di Gianni Martucci, produttore e supervisore effetti speciali (1988)
- Hansel e Gretel, regia di Giovanni Simonelli, co-regia non accreditato – film TV (1988)

## Documentari sul suo lavoro
- La notte americana del dottor Fulci di Marcello Garofalo e Antonietta De Lillo (1994)
- Fulci for fake di Simone Scafidi (2019)
- Fulci talks di Antonietta De Lillo (2021)

## Pubblicazioni
- Lucio Fulci, Le lune nere, Bologna, Granata Press, 1992, ISBN 88-7248-033-7.
- Lucio Fulci, Miei mostri adorati, Bologna, Pendragon, 1995, ISBN 978-88-86366-12-0.

## Doppiatori
- Mario Mastria in ...e tu vivrai nel terrore! - L'aldilà, Quella villa accanto al cimitero, Lo squartatore di New York
- Elio Zamuto in Un gatto nel cervello, Voci dal profondo
- Marcello Tusco in Zombi 2
- Romano Ghini in Paura nella città dei morti viventi
- Antonio Paiola in Demonia